# Palau de Ribeira

El Palau de Ribeira —Paço da Ribeira en portuguès— era un palau a Lisboa a la vora del Tajo. Construït pel rei Manuel I, en ple context de la colonització del segle xv, era un luxós palau orientat cap al port. Les obres van començar el 1501 i el 1581, Felip II de Castella hi va fer les darreres grans reformes. Va ser destruït pel terratrèmol de Lisboa del 1755.

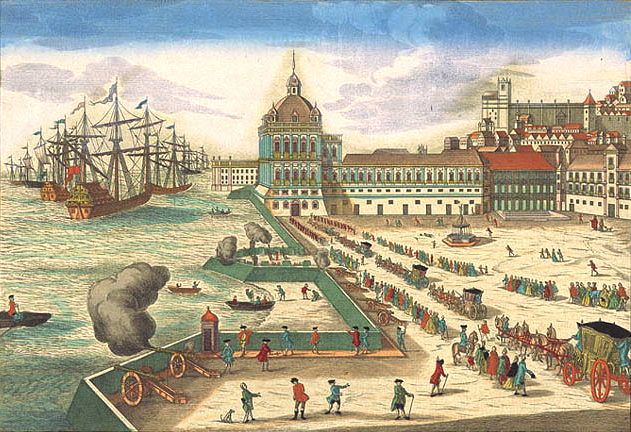
El Paço da Ribeira a principi del

Abans, la cort portuguesa residia al Paço da Alcáçova (Palau d'Alcáçova), d'època medieval. El rei Manuel I va decidir que li calia una nova residència més representativa al cor comercial de Lisboa, aleshores la capital d'un ric imperi colonial. El rei va aprofitar el fet que la muralla a la ribera s'havia fet obsoleta per les fortificacions noves riu avall, per crear un nou centre polític i comercial.
Després del terratrèmol, la ciutat es va reconstruir segons els plans del Marquès de Pombal que hi va dissenyar una gran plaça pública, la Praça do Comércio, una gran esplanada oberta al riu envoltada per tres ales d'edificis administratius.